# Nav (province d'Ardabil, Iran)
Nav est un village de la province iranienne d'Ardabil. 